# محمد رحال
محمد رحال كاتب سياسي معارض مواليد 1957 من قرية مرعيان الواقعة في محافظة إدلب في سوريا، ويقيم في السويد. يعرف نفسه بأنه: مستشار دولة للشؤون الإستراتيجية في السويد ورئيس اتحاد مسلمي السويد، رئيس المنظمة العالمية الإعلامية من أجل تحرير العراق. خبير في شؤون التحديث والإدارة وخبير في الدراسات العسكرية، مستشار تربوي. بعد الاحتجاجات السورية ترأس المجلس الثوري للتنسيقيات.

## لقاءات تلفزيونية
- هل الحكام العرب عادلون؟ برنامج الاتجاه المعاكس على قناة الجزيرة 18-1-2011
- الإنسان العربي يساوي صفرا برنامج الاتجاه المعاكس على قناة الجزيرة 26-1-2010
- مقابلات أخرى